# Heshan (Yiyang)
Heshan (赫山区,  Hèshān Qū) ist ein Stadtbezirk der chinesischen Provinz Hunan. Er gehört zum Verwaltungsgebiet der bezirksfreien Stadt Yiyang. Er hat eine Fläche von 1.280 km² und zählt 898.500 Einwohner (Stand: Ende 2018). Er ist Regierungssitz von Yiyang.

## Administrative Gliederung
Auf Gemeindeebene setzt sich der Stadtbezirk aus fünf Straßenvierteln, elf Großgemeinden und zwei Gemeinden zusammen. 